# Villemomble
Villemomble ist eine französische Gemeinde im Département Seine-Saint-Denis und der Region Île-de-France. Mit Stand vom 1. Januar 2022 hatte die Gemeinde 29.973 Einwohner. Die Einwohner werden Villemomblois genannt.

## Geografie
Die Gemeinde ist offiziell in drei Quartiere unterteilt: Ouest (Westen), Nord-Est (Nordost) und Sud-Est (Südost). Die Entfernung zum Zentrum von Paris beträgt etwa 14 Kilometer (Luftlinie).

### Nachbargemeinden
An Villemomble grenzen: Le Raincy im Norden, Gagny im Osten, Neuilly-sur-Marne im Süden, Rosny-sous-Bois im Südwesten, Bondy im Westen und Les Pavillons-sous-Bois im Nordwesten.

### Verkehrswege
- Autoroute A3 (Gagny / Villemomble / Le Raincy)
- RER: An der Linie RER E besteht die Haltestelle Le Raincy–Villemomble–Montfermeil

## Bevölkerung
| Jahr      | 1962   | 1968   | 1975   | 1982   | 1990   | 1999   | 2006   | 2011   | 2018   |
| --------- | ------ | ------ | ------ | ------ | ------ | ------ | ------ | ------ | ------ |
| Einwohner | 24.540 | 28.756 | 28.727 | 27.571 | 26.863 | 26.995 | 28.339 | 28.368 | 30.005 |

## Sehenswürdigkeiten
Siehe auch: Liste der Monuments historiques in Villemomble
- Kirche Saint-Louis, erbaut 1901, mit einem 56 Meter hohen Glockenturm von 1926
- Théâtre Georges Brassens, erbaut 1903, mit Jugendstilelementen

## Städtepartnerschaften
Villemomble unterhält Städtepartnerschaften mit dem Bonner Stadtbezirk Hardtberg, mit der nordenglischen Stadt Droylsden, und mit der portugiesischen Stadt Portimão an der Algarve.

## Persönlichkeiten
- Marguerite Perey (1909–1975), Chemikerin und Physikerin
- Roland Petit (1924–2011), Tänzer und Choreograf
- Patrick Metral (* 1945), Autorennfahrer und Versicherungsmakler
- Philippe Poutou (* 1967), antikapitalistischer Politiker und Gewerkschafter